# Stanisław Robert Brzostkiewicz

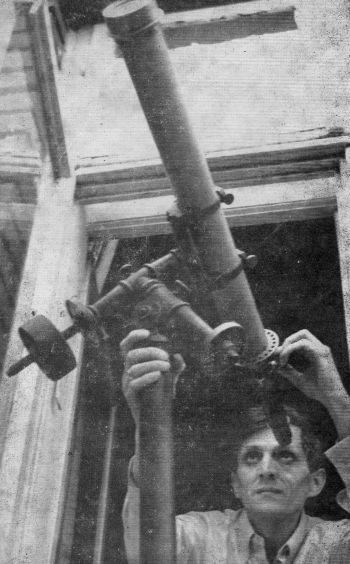
Stanisław R. Brzostkiewicz

Stanisław Robert Brzostkiewicz (ur. 4 stycznia 1930, zm. 2 grudnia 1998 w Dąbrowie Górniczej) – polski popularyzator astronomii, miłośnik tej dziedziny nauki. Był ściśle związanym z Dąbrowskim Oddziałem PTMA. Był autorem licznych artykułów w czasopismach, głównie w „Uranii”, ale także w „Młodym Techniku”, „Problemach”, „Wiedzy i Życiu”, „Wszechświecie” i innych. Napisał także kilka książek o tematyce astronomicznej.
W 1983 roku został uhonorowany jako pierwszy laureat medalem imienia Włodzimierza Zonna, który Polskie Towarzystwo Astronomiczne przyznaje co dwa lata za szerzenie wiedzy o Wszechświecie.

## Publikacje[3]
- Mikołaj Kopernik i jego nauka, Instytut Wydawniczy „Nasza Księgarnia”, Warszawa 1973
- Czerwona planeta, Nasza Księgarnia, Warszawa 1976
- W kręgu astronomii, Instytut Wydawniczy „Nasza Księgarnia”, Warszawa 1982 ISBN 83-10-07705-X
- Przez ciernie do gwiazd, opowieść o Janie Keplerze, Instytut Wydawniczy „Nasza Księgarnia”, Warszawa 1982 ISBN 83-10-08082-4
- Komety - ciała tajemnicze, Instytut Wydawniczy „Nasza Księgarnia”, Warszawa 1985 ISBN 83-10-08532-X
- Obserwujemy nasze niebo, Instytut Wydawniczy „Nasza Księgarnia”, Warszawa 1988 ISBN 83-10-09019-6
- Wenus-siostra Ziemi, Instytut Wydawniczy „Nasza Księgarnia”, Warszawa 1989 ISBN 83-10-09257-1